# Captain Forever
Captain Forever ist ein Flash-Game, das vom australischen Indie-Game-Entwickler Jarrad Woods alias Farbs programmiert wurde. Es wurde 2009 auf dem Independent Games Festival China als bestes Spiel ausgezeichnet. Die Spielidee war Vorbild für zwei PC-Spiel-Projekte, von denen eines 2014 bei der Crowdfunding-Plattform Kickstarter erfolgreich war.

## Spielprinzip
Captain Forever ist ein 2D-Space-Shooter, dessen Name und Grafik selber von dem Side-Scroller Warning Forever und Battleship Forever inspiriert sind. Die Besonderheit besteht darin, dass sich die Einzelteile zerstörter Gegnerraumschiffe in das eigene Schiff integrieren lassen. Die Gestaltung des Raumschiffes hat dabei Einfluss auf dessen physikalische Eigenschaften. Überlebt der Spieler alle Angriffe der zufallsgenerierten Gegner kann das Spiel theoretisch endlos weitergeführt werden. Die stärkste Form des Raumschiffs ist aber in etwa einer halben Stunde erreichbar. Captain Forever kann inzwischen kostenlos auf Farbs Webseite gespielt werden.

## Fortsetzungen
- Farbs stellte auf der Grundlage von Captain Forever bis 2009 die nur gegen Bezahlung spielbaren Erweiterungen Captain Successor und 2010 Captain Impostor fertig. 2013 veröffentlichte er das RPG Captain Jameson.[2][3]

- Das Pixelsaurus Games-Studio in Seattle (Washington) veröffentlichte im März 2015 auf Steam das Spiel Captain Forever Remix. Es unterscheidet sich vom Original durch Umfang, Grafik und einen Storymodus.[4]

- Das Anisoptera Games-Studio in New Angeles (Kalifornien) veröffentlichte im Januar 2015 das Spiel Reassembly. Es erreichte bis zum 8. Oktober 2014 auf Kickstarter das Ziel von 28.000 US-Dollar und unterscheidet sich stärker von Captain Forever.[5] Der Spieler erhält durch die Zerstörung von Gegnern Credits und kann sich sein Raumschiff in einem Editor zusammenbauen und Sternenbasen können eingenommen werden. Außerdem ist das Ziel des Spiels definiert, nämlich das Erreichen des Mittelpunkts des Universums.[6]

## Auszeichnung
Captain Forever wurde 2009 bei der ersten Auflage des Independent Games Festival China in Shanghai als bestes Spiel ausgezeichnet.